# Kumbarkoppa, Dharwad
Kumbarkoppa là một làng thuộc tehsil Dharwad, huyện Dharwad, bang Karnataka, Ấn Độ.